# Barbus paucisquamatus
Barbus paucisquamatus är en fiskart som beskrevs av Pellegrin, 1935. Barbus paucisquamatus ingår i släktet Barbus och familjen karpfiskar. IUCN kategoriserar arten globalt som otillräckligt studerad. Inga underarter finns listade.